# Doss-Gletscher
Der Doss-Gletscher ist ein kleiner Gletscher in der antarktischen Ross Dependency. Er fließt von den nördlichen Hängen der Queen Elizabeth Range des Transantarktischen Gebirges zum Nimrod-Gletscher, in den er unmittelbar östlich des Mount Boman einmündet.
Der United States Geological Survey kartierte ihn anhand eigener Tellurometervermessungen und mit Hilfe von Luftaufnahmen der United States Navy aus den Jahren zwischen 1960 und 1962. Das Advisory Committee on Antarctic Names benannte ihn 1966 nach Edgar L. Doss (1920–1990), Glaziologe des United States Antarctic Research Program auf der Roosevelt-Insel von 1962 bis 1963.